# Laredo (Missouri)
Laredo est une ville d'une population de 250 habitants en 2000 située dans le comté de Grundy dans l'État du Missouri aux États-Unis.